# 317 (szám)
A 317 (római számmal: CCCXVII) egy természetes szám, prímszám.

## A szám a matematikában
A tízes számrendszerbeli 317-es a kettes számrendszerben 100111101, a nyolcas számrendszerben 475, a tizenhatos számrendszerben 13D alakban írható fel.
A 317 páratlan szám, prímszám. Normálalakban a 3,17 · 102 szorzattal írható fel.
Pillai-prím. Szigorúan nem palindrom szám.
A 317 négyzete 100 489, köbe 31 855 013, négyzetgyöke 17,80449, köbgyöke 6,81846, reciproka 0,0031546. A 317 egység sugarú kör kerülete 1991,76974 egység, területe 315 695,50417 területegység; a 317 egység sugarú gömb térfogata 133 433 966,4 térfogategység.